# Lavant (Austria)
Lavant è un comune austriaco di 303 abitanti nel distretto di Lienz, in Tirolo. Si trova al limite occidentale della valle Gailtal.

## Monumenti e luoghi d'interesse
- Chiesa parrocchiale di San Ulrico
- Chiesa dei Santi Pietro e Paolo

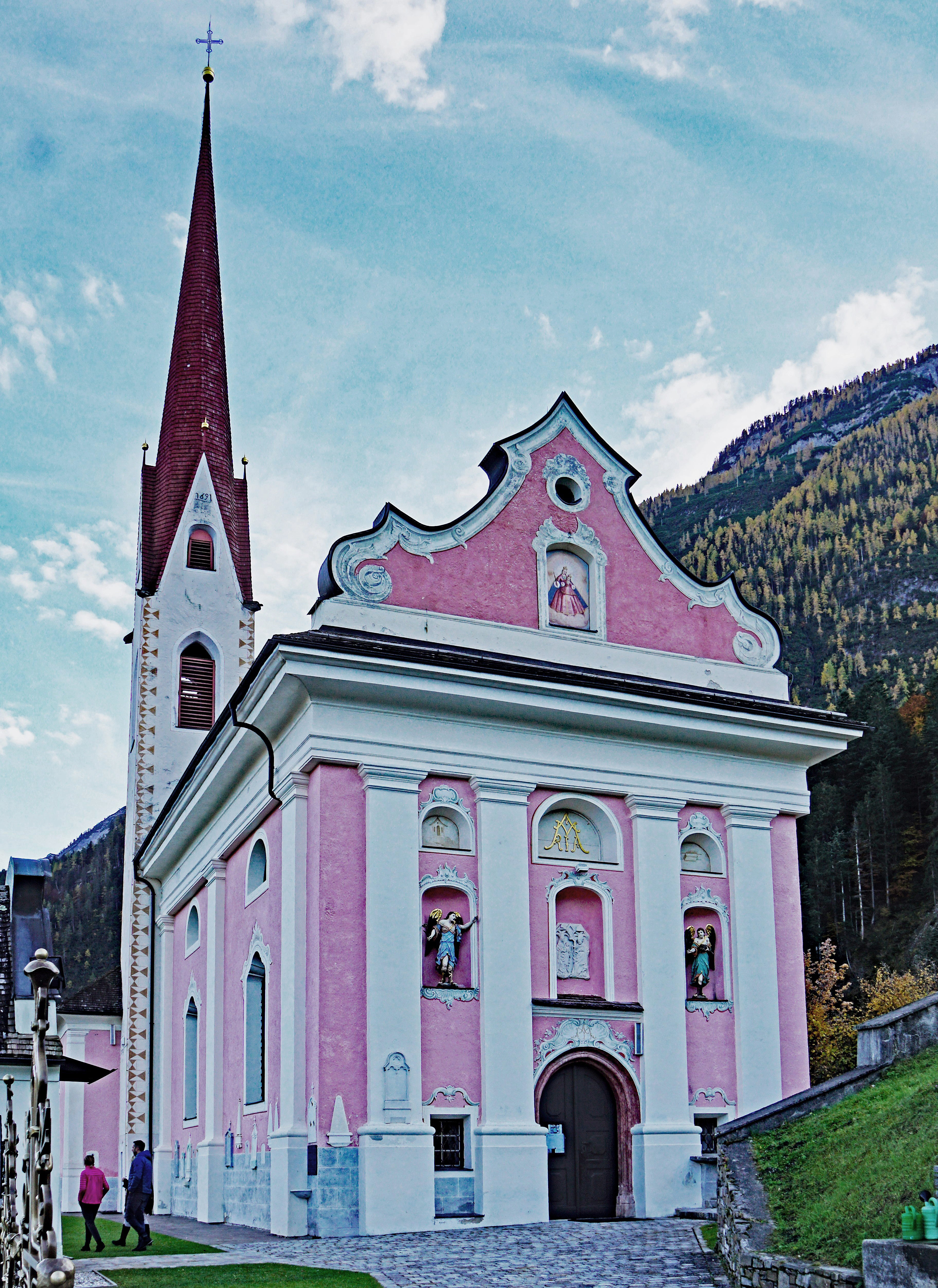
Chiesa di San Ulrico
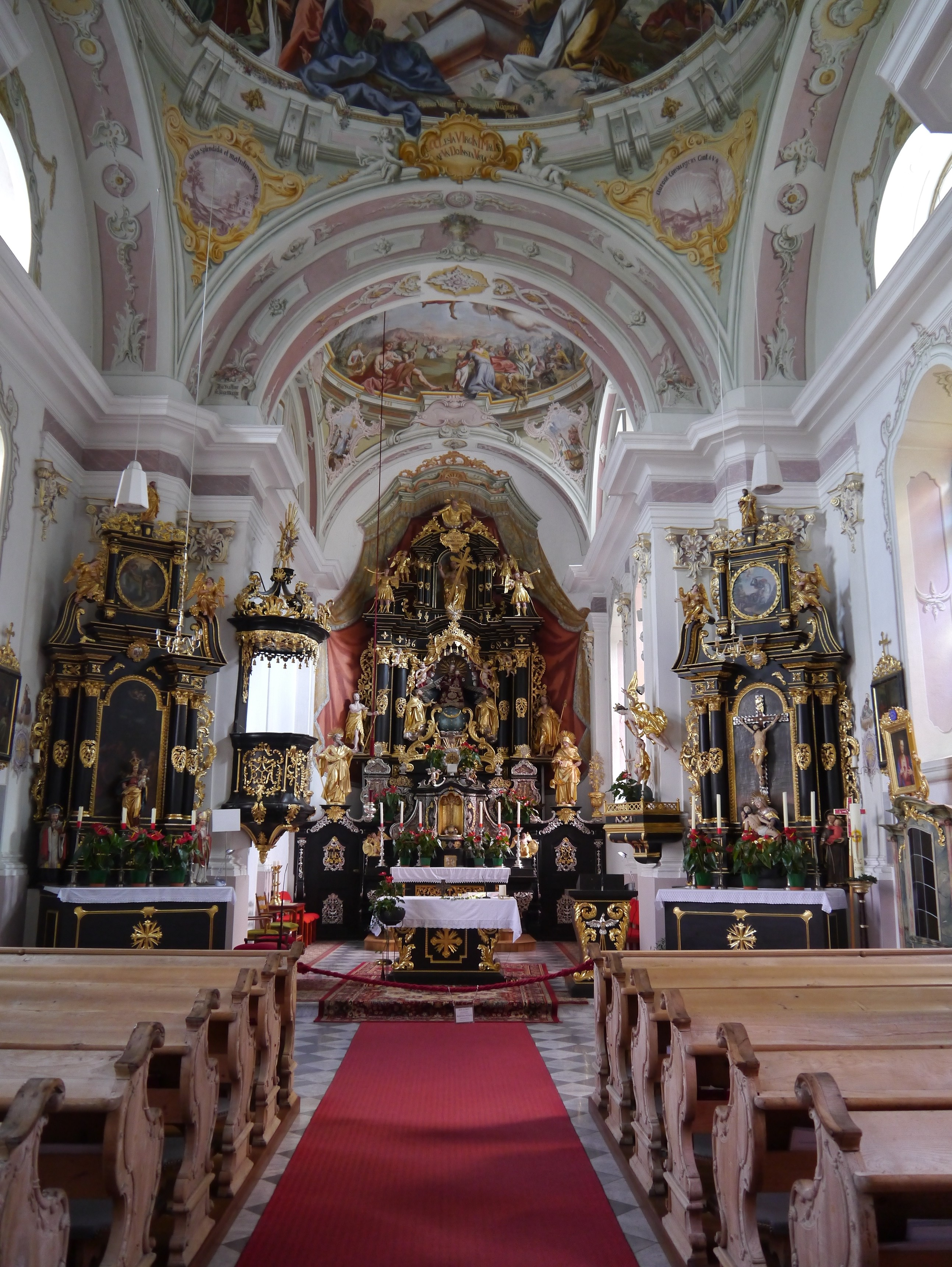
L'interno della chiesa di San Ulrico
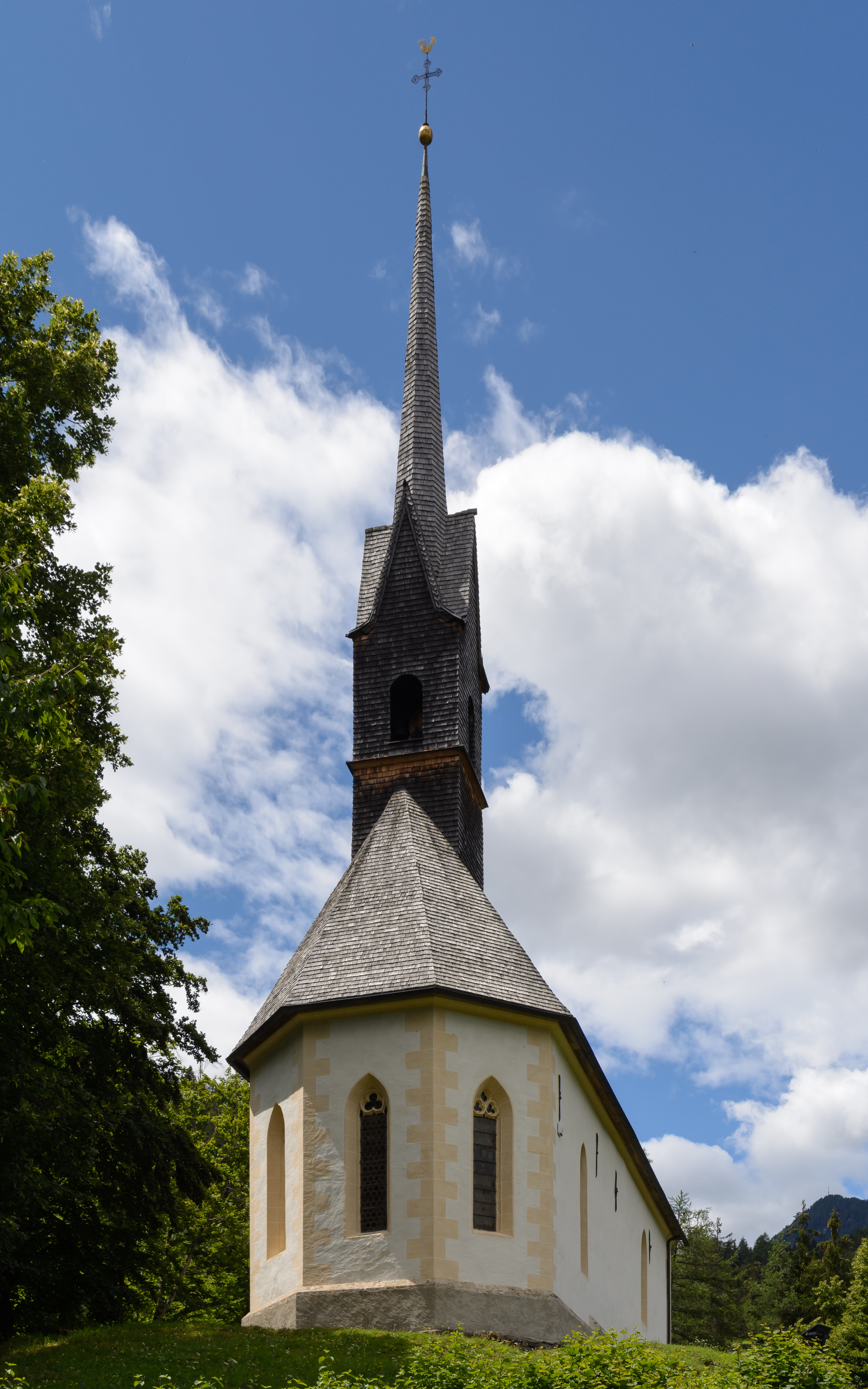
Chiesa dei Santi Pietro e Paolo
L'altare della chiesa dei Santi Pietro e Paolo